# Лайси
Лайси́ (кит. упр. 莱西, пиньинь Láixī, буквально: «запад Лайяна») — городской уезд города субпровинциального значения Циндао провинции Шаньдун (КНР).

## История
Изначально эти места входили в состав уезда Лайян (莱阳县). После того, как в 1938 году полуостров Шаньдун был оккупирован японцами, в 1940 году здесь образовались антияпонские органы власти. В 1941 году восточная часть уезда была выделена в отдельный уезд Лайдун (莱阳县, «восток Лайяна»). В 1942 году юго-западная часть уезда была выделена в отдельный уезд Лайсинань (莱西南县, «юго-запад Лайяна»).
В 1950 году уезды Лайян и Лайсинань были объединены в уезд Лайси (莱西县), вошедший в состав свежесозданного Специального района Лайян (莱阳专区) (уезд Лайдун был при этом переименован в Лайян). В 1958 году Специальный район Лайян был переименован в Специальный район Яньтай (烟台专区), а уезд Лайси был присоединён к уезду Лайян. В 1962 году уезд Лайси был воссоздан. В 1967 году Специальный район Яньтай был переименован в Округ Яньтай (烟台地区). В 1983 году уезд Лайси был передан под юрисдикцию Циндао.
Постановлением Госсовета КНР от 18 декабря 1990 года уезд Лайси был с 1 февраля 1991 года преобразован в городской уезд.

## Административное деление
Городской уезд делится на 5 уличных комитетов и 11 посёлков.

## Экономика
Развито сельское хозяйство, особенно «умное» тепличное овощеводство.